# فوكوشيما ياسوماسا
فوكوشيما ياسوماسا هو عسكري وسياسي ياباني، ولد في 27 مايو 1852 في ماتسوموتو في اليابان، وتوفي في 19 فبراير 1919 في طوكيو في اليابان.